# Manfred Schwarz (Historiker)

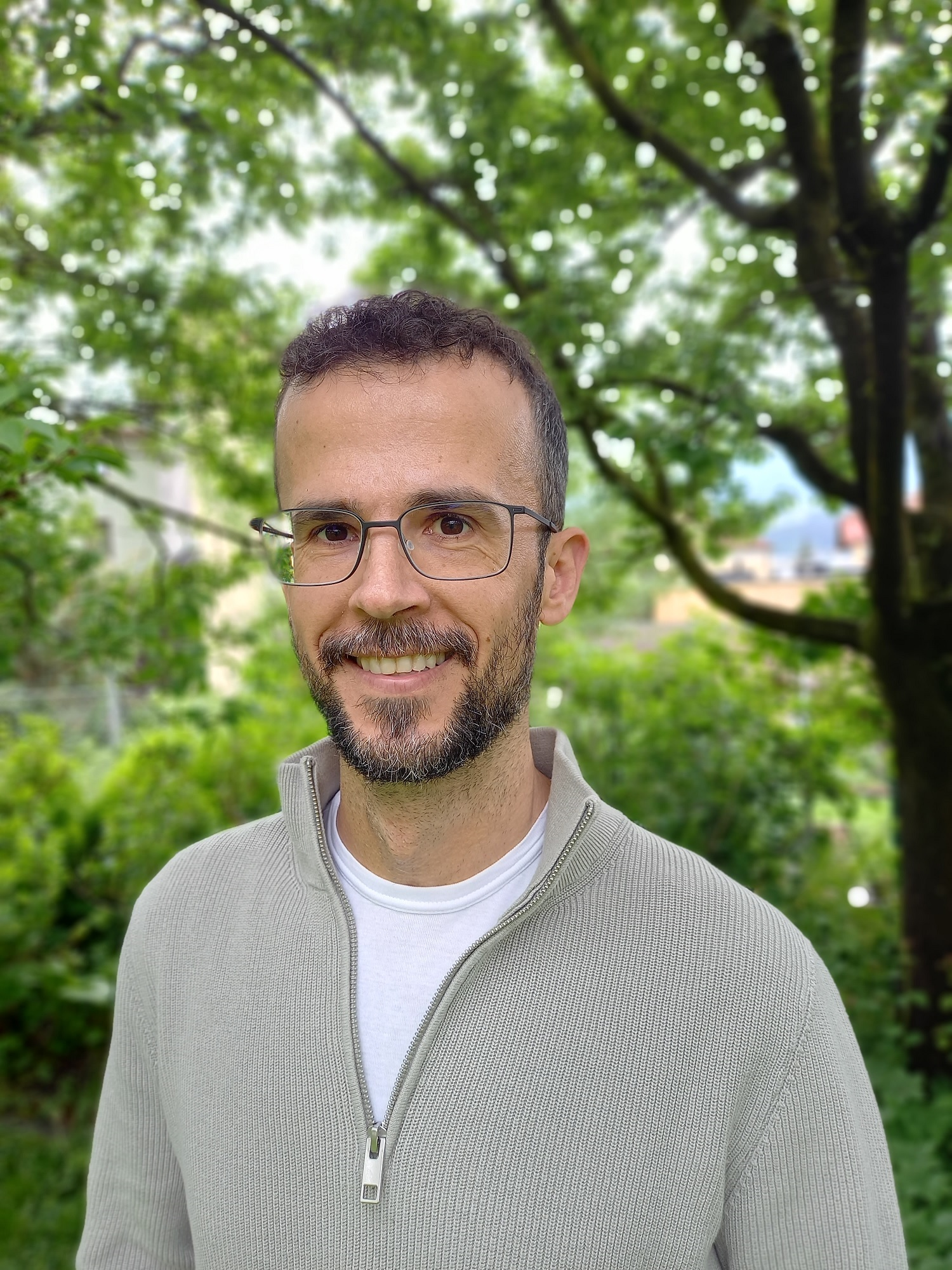
Manfred Schwarz (2023)

Manfred Schwarz (* 1985 in Meran) ist ein Kulturvermittler und Historiker aus Südtirol.

## Werdegang
Schwarz wuchs in St. Leonhard in Passeier auf. Er besuchte die Gewerbeoberschule (Fachrichtung Bauwesen) in Meran und studierte Geschichtswissenschaften in Innsbruck. Seine 2010 bei Brigitte Mazohl eingereichte Diplomarbeit schrieb er über Pater Joachim Haspinger, eine umstrittene Figur des Tiroler Aufstandes von 1809. 
Seit 2005 ist er als Kulturvermittler an Museen tätig. Zu seinen Stationen gehören das MuseumPasseier, Das Tirol Panorama mit Kaiserjägermuseum, das Museum des Österreichischen Alpenvereins und Schloss Ambras Innsbruck. Seit 2012 arbeitet er an den Tiroler Landesmuseen.
Als Historiker setzt Schwarz seit 2008 Projekte zu Themen der Tiroler und Südtiroler Geschichte für ein breites Zielpublikum um. 2023 erschien sein erstes Kinderbuch über Schloss Ambras Innsbruck.
Schwarz lebt in Innsbruck.

## Bücher
- Entdecke mit Anna, David und Onkel Manni Schloss Ambras Innsbruck. Mit Zeichnungen von Lukas Vogl. Obelisk Verlag, Innsbruck-Wien 2023.
- 50 Jahre voller Energie. Die Elektrogenossenschaft Gomion 1973–2023. Eigenverlag, Lana 2023.
- „Hören Sie einmal wieder ein Wort aus unserem Thale“. Ötztal und Schnals in Zeitungsberichten und Bildern 1848–1918 (= Schriftenreihe Ötztal-Archiv. Band 29). verlag.Passeier, St. Martin in Passeier 2023 (verfasst mit Annemarie Hofer).
- „Zum Lachen, zum Weinen ist’s schier“. Passeier in Zeitungsberichten und Bildern des 20. Jahrhunderts 1919–1999. Band 2, verlag.Passeier, St. Martin in Passeier 2020.
- Ein Jahrhundert Südtirol. Haymon Verlag, Innsbruck-Wien 2019.
- Übers Timmelsjoch. Vom gefährlichen Saumpfad zur Traumstraße der Alpen. Athesia-Tappeiner Verlag, Bozen 2018 (verfasst mit Irene Prugger und Stefan Pertl).
- „Aus Passeier schreibt man uns: …“. Kurioses und Alltägliches aus Zeitungen der Monarchiezeit 1848–1918. Band 1, verlag.Passeier, St. Martin in Passeier 2018.
- (Pater) Joachim Haspinger. Der kriegerische Kapuziner 1809 und der heimatferne Weltgeistliche. Verlag A. Weger, Brixen 2009 (herausgegeben mit Benedikt Burger).

## Ausstellungen
- Wie die Zeit vergeht. Eindrücke aus Hinterpasseier von damals und heute, MuseumHinterPasseier – Bunker Mooseum, Moos in Passeier, 1. April – 31. August 2022 (kuratiert mit Hubert Gögele).